# Heymann Heine
Heymann Heine, eigentlich Chaijm Bückeburg (* unbekannt in Bückeburg; † 18. September 1780 in Hannover) war ein jüdischer Kaufmann in Hannover.

## Herkunft
Er war der Sohn von Aaron David Simon Bückeburg. Dieser zog von Bückeburg nach Hannover. Als wohlhabender Mann spielte er dort in der jüdischen Gemeinde eine wichtige Rolle. Heymann hat seinen eigentlichen Vornamen eingedeutscht und ihn als Familiennamen genutzt. Großvater Isaac († 1734) war gräflich schaumburg-lippischer Hoflieferant und Hofbankier in Bückeburg gewesen sowie Stammvater des späteren Adelsgeschlechts „von Heine-Geldern“ (ab 1867).

## Leben
Heine war ein angesehenes Mitglied der jüdischen Gemeinde. An der Gründung des 1762 entstandenen Wohltätigkeitsvereins war er mit achtzehn weiteren Mitgliedern der Gemeinde beteiligt. Er war fromm, besuchte täglich die Synagoge und studierte die Heiligen Schriften (Tanach, Talmud und Sohar).
In erster Ehe war er mit Edel/Ethel verheiratet, der Tochter des angesehenen Leser Gans. In zweiter Ehe heiratete Heine vor 1769 in Altona bei Hamburg Marthe Eva Popert († 9. April 1799 in Altona), die Tochter des Kaufmanns Meyer Samson Popert. Nach dem Tod Heines heiratete die Witwe den Geschäftsmann Bendix Schiff.
Heymann Heine wurde auf dem jüdischen Friedhof von Hannover bestattet.
Erfolgreiche Söhne aus der Ehe mit Marthe Eva Popert waren der Bankhausgründer Isaac Heine in Bordeaux, Samson Heine in Düsseldorf und der wohlhabende Hamburger Bankier und Philanthrop Salomon Heine. Heymann Heine war der Großvater des Schriftstellers Heinrich Heine und des Publizisten Gustav Heine von Geldern, beide Samsons Söhne.